# Questa volta il fuoco
Questa volta il fuoco è un romanzo dello scrittore italiano Michele Monina, pubblicato nel 1999.

## Trama
Ancona, anni novanta. Il romanzo narra la storia di quattro ragazzi che cercano di darsi un tono di ribelli senza riuscirsi, di rivoluzionari in fasce. 
È l'anno 1994, il gruppo di giovani parte da Ancona in direzione Roma per manifestare contro il governo Berlusconi. I protagonisti del racconto sono dei rivoluzionari, ma per gioco, per fare parte del coro, per stare dietro alla moda sociale di spacciarsi ribelli impegnati a sabotare il sistema, vanno alla ricerca di qualcosa che realmente non conoscono.
Nel libro i manifestanti sono continuamente strattonati da un lato dalla profondità di una storia che non hanno mai posseduto e dall'altro dalla superficialità dei déjà vu, dalla ripetizione di pellicole cinematografiche e testi di canzoni.
Tratta d'una rivoluzione che i protagonisti non hanno mai fatto, gli stessi si credono gli operai e i muratori della storia, credono che basti essere di sinistra per stare dalla parte giusta. Non sanno molto. Non sanno nulla. Sono a conoscenza soltanto di quanto gli è stato detto e che hanno letto sui libri.

## Edizioni
- Michele Monina, Questa volta il fuoco, Ristampa Pequod, Pequod, 2002,  pp. 102 pagine.
- Michele Monina, Questa volta il fuoco, Prima Stampa, DeriveApprodi, 1999.